# Iguaraci
Iguaraci est une municipalité brésilienne située dans l'État du Pernambouc, dans la région du Sertão. Elle comptait de 11 387 habitants en 2009, selon l'Institut brésilien de géographie et de statistiques[réf. souhaitée].